# 米利拉尼莫卡 (夏威夷州)
米利拉尼莫卡（英語：Mililani Mauka）是位於美國夏威夷州檀香山縣的一個人口普查指定地區。

## 地理
米利拉尼莫卡的座標為21°28′32″N 157°59′40″W / 21.47556°N 157.99444°W，而該地最高點為海拔高度270米（即880英尺）。

## 人口
根據2010年美國人口普查的數據，米利拉尼莫卡的面積為10.30平方千米，均為陸地。當地共有人口21039人，而人口密度為每平方千米2,042.62人。